# Fjoart Jonuzi
Fjoart Jonuzi (sinh 9 tháng 7 năm 1996 ở Kukës) là một cầu thủ bóng đá Albania thi đấu cho KF Laçi ở Kategoria Superiore.
Anh ghi 13 bàn cho U-19 FK Kukësi mùa giải 2013–14, và thêm 7 bàn ở nửa đầu mùa giải 2014–15.